# Бугославський Сергій Олексійович
Сергій Олексійович Бугославський (* 2 липня 1888, Чернігів – 14 січня 1946) — історик літератури, музикознавець, композитор.

## Життєпис
Закінчив музичне училище РМТ (1907) та Університет св. Володимира у Києві (1912). 
Наукову підготовку здобув на семінарі східнослов'янської філології Володимира Перетца. Музичну композицію вивчав у Рейнгольда Ґлієра, Олександра Іллінського, Сергія Василенка. 
Від 1916 - магістр, доцент, професор Таврійського університету (Сімферополь), від 1922 – викладав у Московському комуністичному університеті трудящих Сходу, Вищому літературно-художньому інституті та Московському університеті. 
1926–30 – художній керівник Московського радіо.
1938–45 – в Інституті світової літератури АН СРСР.

## Окремі праці
- Україно-руські пам'ятки XI-XVIII вв. про князів Бориса та Гліба (Київ, 1928)
- Ирма Яунзем, исполнительница песен народностей, М. — Л., 1927, М., 1929
- Два этюда о Бетховене, М. — Л., 1927
- Музыка и кино. Принципы и методы киномузыки…, М., 1926 (совм. с В. Л. Мессманом)
- Рейнгольд Морицевич Глиэр, М., 1927, доп., М., 1930
- Музыка в кино, М., 1928
- Музыкальное сопровождение в кино, М. — Л., 1929 (совм. с Д. С. Блоком)
- Музыка в современном быту народов СССР, в сб.: Искусство народов СССР, М., 1930
- Звуковые элементы в творчестве Максима Горького, в сб.: Музыкальный альманах, М., 1932, с. 65-69
- М. М. Ипполитов-Иванов. Жизнь и творчество, М., 1936
- Русские народные песни в записи Пушкина (с публикацией нотных записей Б. в пушкинских местах), в сб.: Пушкин. Временник Пушкинской комиссии, т. VI, М. — Л., 1941, и др.